# Denar krzyżowy
Denar krzyżowy – srebrna moneta bita w Saksonii dla potrzeb handlu ze Słowianami.
Denar krzyżowy (krzyżówka) charakteryzuje się uproszczoną typologią, wręcz barbaryzacją. Powodem tego było przeznaczenie go do handlu z zachodnimi Słowianami, których niska kultura monetarna pozwalała na stosowanie w handlu podobnej monety. Nazwa pochodzi od rewersu krzyżówki, na którym zawsze wybijano  krzyż kawalerski. Niemiecka nazwa Radenpfennig (denar krawędziowy) pochodzi od wywiniętej obustronnie wysokiej krawędzi monety.
Brak inskrypcji daje w efekcie anonimowy charakter denara krzyżowego i trudność w powiązaniu go z określonymi mennicami oraz w datowaniu. Za początek emisji tych monet przyjmuje się rok 965, a za schyłek – początek XII wieku. Znaki okalające symbole na awersie i krzyż na rewersie naśladują litery, nic jednak nie oznaczają (tzw. pseudolegenda).

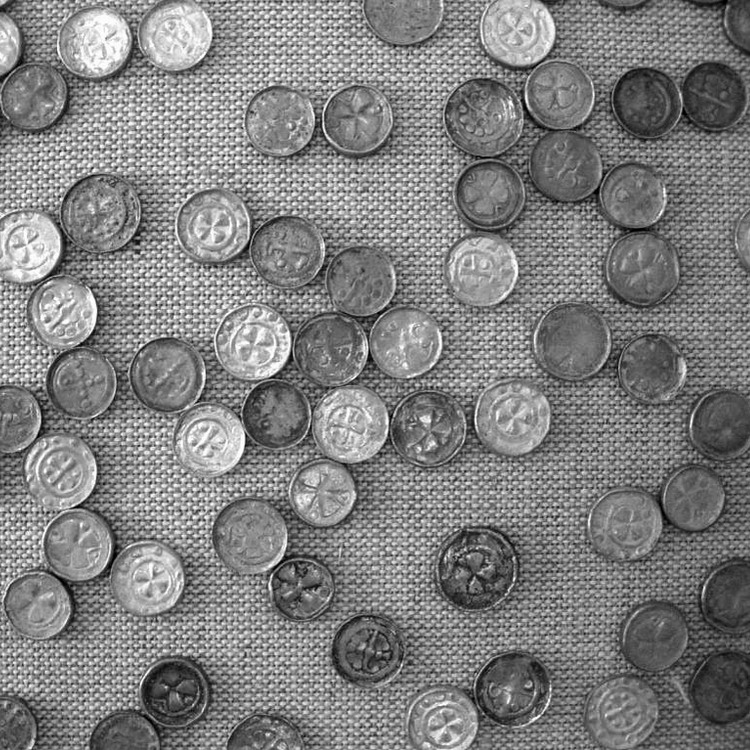
Fragment skarbu ze Słuszkowa

Denary krzyżowe zdominowały obrót monetarny na ziemiach polskich w drugiej połowie XI wieku. Świadczą o tym liczne skarby zawierające po kilkaset czy kilka tysięcy tych monet. Największy skarb denarów krzyżowych, datowany na rok 1100, odkryto w 1935 w Słuszkowie niedaleko Kalisza. Liczy on ponad 12 500 denarów krzyżowych (prawdopodobnie wstępnie mógł on zawierać nawet 20 000 monet). Jego ukrycie próbuje się wiązać z walką pomiędzy Bolesławem Krzywoustym, a jego bratem Zbigniewem.
Denary krzyżowe były naśladowane w zachodniej Polsce. Prawdopodobnie bito je między innymi w Gnieźnie i Brześciu Kujawskim (najprawdopodobniej w latach 1100-1146). Nie można jednak ustalić dokładnych proporcji udziału denarów bitych w Saksonii i w Polsce w obiegu monetarnym na ziemiach polskich. Jednak zdecydowanie więcej było Saksońskich na co wskazują znacznie liczniejsze znaleziska monet z mennic w min. Magdeburgu, Naumburgu, Gittelde, Giebichenstein i Goslarze.
Denary krzyżowe na współczesnym rynku numizmatycznym osiągają niewielką jak na tak stare monety wartość 100–200 zł. Powodem jest obfitość znalezisk.